# Мишкіно (Волосовський район)
Мишкіно (рос. Мышкино) — присілок у Волосовському районі Ленінградської області Російської Федерації.
Населення становить 27 осіб. Належить до муніципального утворення Сабське сільське поселення.

## Історія
Від 1 серпня 1927 року належить до Ленінградської області.

## Населення
| 1838 | 1862 | 1997 | 2007 | 2010 | 2014 | 2017 |
| ---- | ---- | ---- | ---- | ---- | ---- | ---- |
| 168  | ↗200 | ↘14  | ↘10  | ↗12  | ↗22  | ↗27  |